# Dorohoi
Dorohoi là một đô thị thuộc hạt Botoșani, România. Dân số thời điểm năm 2002 là 31073 người.